# Ronald Neame
Ronald Neame (født 23. april 1911, død 16. juni 2010) var en britisk filmfotograf, producer, manuskriptforfatter og filminstruktør.
Neame fik sit professionelle debut som assisterende fotograf på filmen Blackmail (1929), hvor han arbejdede sammen med Alfred Hitchcock. Han fik senere muligheden for selv at fotografere musicalkomedien Happy (1933).
Hans senere værker tæller Major Barbara (1941), In Which We Serve (1942), This Happy Breed (1944) og Blithe Spirit (1945). Han var producer på Brief Encounter (1945), Great Expectations (1946) og Oliver Twist (1948).